# Château de Rambures
Le château de Rambures est un ancien château fort du XVe siècle, démantelé au XVIIe siècle et restauré au XIXe siècle, qui se dresse sur la commune de Rambures dans le département de la Somme en région Hauts-de-France. C'est, avec le château de Bouillancourt, un des rares châteaux du Moyen Âge à subsister dans le département. De plan original, c'est aussi un chef-d'œuvre de l'architecture militaire médiévale tardive.
Au titre des monuments historiques ; le château fait l’objet d’un classement par arrêté du 23 février 1927 ; les façades et les toitures des communs, le parc, avec ses allées, le saut-de-loup de l'entrée, avec les grilles et les alignements d'arbres de la route de Oisemont à Rambures, les façades et les toitures de la chapelle dans le parc ; les façades et les toitures du bûcher font l'objet d'une inscription par arrêté du 17 juin 2003.

## Situation
Le château de Rambures est situé dans le département français de la Somme sur la commune de Rambures, au sud d'Abbeville et à quelques kilomètres au nord de la vallée de la Bresle. Il appartient ainsi à une série de forteresse (Senarpont, château de Bouillancourt-en-Séry) construites le long de la vallée de la Bresle du temps où elle constituait une zone transfrontalière stratégique avec le duché de Normandie. 
On y accède par la départementale 928, l'autoroute A 28 ou A29, ou, en train, par la gare d'Abbeville ou celle de Blangy-sur-Bresle.

## Liste des propriétaires
- Asson (XIe siècle).
- David ( - 1103), fils du précédent.
- Jean (XIIe siècle), fils du précédent ; il épousa Hawise de Bournonville.
- Robinet, fils des précédents ; il épousa Yolande de Melun.
- Jean, fils des précédents ; il épousa Adeline.
- Hugues ( - après 1356), fils des précédents ; il épousa Jeanne de Drucat
- Jean de Rambures ( - 1405), fils des précédents, chevalier et seigneur de Rambures ; il épousa en secondes noces Jeanne de Berny. Gouverneur de Guise, gouverneur d'Arras, le roi Charles V l'envoya en Prusse en ambassade auprès des Chevaliers teutoniques.
- André de Rambures ( - 1405), fils des précédents, chevalier, seigneur de Rambures, capitaine de Boulogne et de Gravelines, gouverneur de la Province de Flandre-Occidentale ouest, chambellan du roi Charles VI ; il épousa Jeanne de Bregny ; il mourut à l’assaut du château de Mercq. Il eut au moins trois fils : David qui suit, Philippe et Florent dont est issu la branche cadette protestante.
- David de Rambures, (1364 - 1415), membre du conseil du roi en 1402, grand maître des Arbalétriers de France en 1411. Il épousa Catherine d’Auxy, (famille d'Auxy), et commença la construction du château actuel en 1412. Il mourut à la bataille d'Azincourt avec trois de ses fils.
- André de Rambures, (vers 1395 - 12 août 1449), fils de David de Rambures ; il épousa Péronne de Créquy et participa à la bataille d'Azincourt. En 1429, il commanda une compagnie à Orléans où se trouvait Jeanne d'Arc. Il fut tué au siège de Pont-Audemer.
- Jacques de Rambures, (vers 1428 - après 1488), fils d'André de Rambures ; il épousa Marie Antoinette de Berghes Saint-Winoch ; il acheva la construction du château en 1470.
- André de Rambures ( - après 1512), fils des précédents, conseiller et chambellan du Roi, sénéchal et gouverneur de Ponthieu en 1492, grand-maître des eaux et forêts de Picardie ; il épousa Jeanne de Halluin.
- Jean de Rambures (1500 - après 1558), fils des précédents ; en 1538, il épousa Claude de Bourbon-Vendôme, dame de Ligny.
- Jean de Rambures (1543 - 1591), fils des précédents ; en 1538, il épousa en secondes noces Françoise d'Anjou-Mézières, comtesse de Dammartin.
- Charles de Rambures (1572 - 1633), fils de Jean de Rambures et de Françoise d'Anjou-Mézières. En 1589, il remporta la victoire d’Arques ; en 1590, il sauva la vie d’Henri IV qui le combla d’honneurs et le surnomma « le brave Rambures ».
- Charles René de Rambures (vers 1622 - 1671), comte de Courtenay, fils des précédents ; en 1656, il épousa Marie de Bautru.
- Louis Alexandre de Rambures (1658 - 1676), fils des précédents ; colonel d'infanterie, il meurt à dix-huit ans sans postérité.
- Charlotte de Rambures, tante du précédent et sœur de Charles René, hérite du domaine ; elle avait épousé en 1645 François de La Roche, marquis de Fontenilles. À ce moment, le château quitte la famille de Rambures.
- François de La Roche ( - 1728), fils des précédents ; en 1683, il épousa Marie Thérèse de Mesmes.
- Louis Antoine de La Roche (1696 - 1755), fils des précédents, maréchal des Camps et Armées du Roi ; en 1735, il épousa Élisabeth Marguerite de Saint-Georges de Vérac.
- Antoine César de La Roche (1746 - 1764), fils des précédents, officier d'infanterie.
- Pierre Paul Louis de La Roche (1755 - 1833), cousin du précédent et arrière-petit-fils de François et de Charlotte, dernier seigneur de Rambures, maréchal de camp en 1791 ; il épousa Marie Claude Alexandrine Morard d’Arces ; il émigra en 1791.
- Adélaïde Honoré César de La Roche (1786 - 1868), fils des précédents ; en 1833, il épousa Charlotte Antoinette Thérèse Le Clerc de Juigné.
- Léon Alexandre de La Roche (1835 - 1920), fils des précédents ; en 1859, il épousa Marie-Thérèse de Chevigné.
- Charles Antoine de La Roche (1839 - 1930), frère du précédent ; en 1864, il épousa Louise Amour Marie de Bouillé .
- Guy Le Tellier, comte de Blanchard (1895 - 1969), petit-neveu des précédents ; il hérita du domaine en 1930.
- Charles Henri Le Tellier de Blanchard de La Roche-Fontenilles, comte de Blanchard, marquis de La Roche-Fontenilles, fils du précédent ; il a épousé Hélène Brosset. Ils ont deux enfants, Guillaume (1973) et Aurélia-Henriane (1976)

## Description

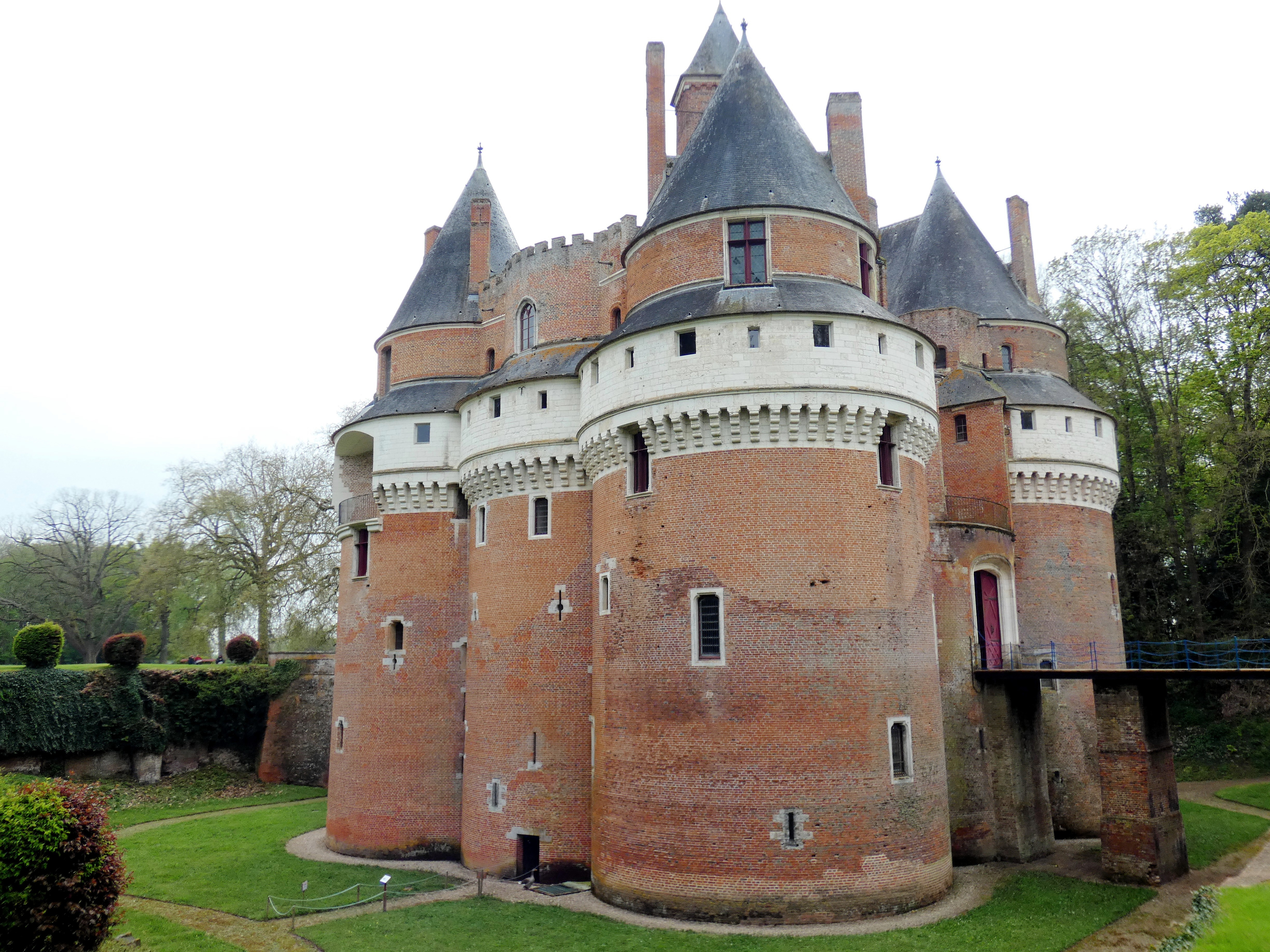
Flanquée de ses quatre tours d'angle de 12 m de diamètre, de ses quatre demi tours et de sa tour de guet qui culmine à 34 m, la forteresse de Rambures est portée par des murs de briques de 3 à 7 m d'épaisseur et est ceinte de douves sèches.

Le château de Rambures est un témoin de l'architecture militaire de l'époque ; il nous est parvenu pratiquement intact, car épargné par Louis XIII lors des ordonnances de Richelieu en reconnaissance à Charles de Rambures qui avait sauvé la vie d'Henri IV, en 1590, à la bataille d'Ivry.
Le château féodal de plan carré, est entièrement construit en brique et pierre. L'architecture modulaire en briques, matériaux plus ductiles, permet de mieux résister à l'artillerie de l'époque en offrant plus de résistance à l'éclatement sous l'impact des boulets. Il peut être comparé à la forteresse originale du Louvre, Paris. Chaque angle possède une tour ronde et reliée par une demi-tour à deux autres des tours. Chacune des tours d'angle possède un escalier à vis dans son angle interne. Les huit tours et demi-tours sont à tous les niveaux, de la cave au second étage, aménagées en une seule pièce.
Les communs de plan en U figurent déjà sur les plans du XVIIIe siècle. La chapelle néogothique qui abrite les tombes de la famille La Roche-Fontenilles date elle de 1826.
Le bûcher à décor de claustra et de lambrequins datant de la fin du XIXe siècle est l'un des rares de France inscrit à l'inventaire des monuments historiques.

## Parc et jardins
Labellisé jardin remarquable, l'ensemble est aménagé à la fin du XVIIIe siècle puis réaménagé au XXe siècle et constitué d'un parc romantique avec arboretum, d'un jardin botanique et d'une roseraie à l'emplacement de l'ancien potager.
|           |
| Roseraie. |

|                                                                |
| Le château et son pont-dormant remplaçant l'ancien pont-levis. |

|           |
| Roseraie. |